# Kostielcewo
Kostielcewo (ros. Костельцево) –  wieś (ros. село, trb. sieło) w zachodniej Rosji, centrum administracyjne sielsowietu kostielcewskiego w rejonie kurczatowskim obwodu kurskiego.

## Geografia
Miejscowość położona jest w dorzeczu rzeki Prutiszcze, 19,5 km od centrum administracyjnego rejonu (Kurczatow), 45 km od Kurska.
W granicach miejscowości znajdują się ulice: Klesowka, Koriejewka, Kudinowka, Kuźmiczewa, Łuniewka, Centralnaja.

## Demografia
W 2010 r. miejscowość zamieszkiwało 177 osób.